# 泰赤乌部
泰赤乌部（转写：Taychiud）或称泰赤兀、泰亦赤兀惕，源於漢語“太師”，12世纪时蒙古草原的一个部落，在蒙古中部與東南部。泰赤烏部屬於尼倫蒙古，是俺巴孩汗的后代。俺巴孩孫塔里忽台在也速該死後，遺棄了訶額侖與鐵木真一家，後又曾率人捕捉監禁鐵木真。
1189年，泰赤烏部參與了札木合進攻鐵木真的十三翼之戰。1201年，塔里忽台與塔塔兒部、蔑兒乞部、乃蠻部等11部擁立札木合為古兒汗，被成吉思汗和王汗在闊亦田之戰擊敗，鐵木真隨後追擊並剿滅了泰赤烏部。
泰赤烏部的餘部後演變成速勒都思、別速惕和巴阿鄰等部。

## 人物
- 俺巴孩
- 塔里忽台